# Иракско-шведские отношения
Иракско-шведские отношения — двусторонние связи между Ираком и Швецией на международной арене. Ирак имеет посольство в Стокгольме, а в 2009 году в Багдаде было открыто новое шведское посольство. Однако с июля 2023 года все связи между странами были разорваны. Это произошло после того, как шведские власти позволили мужчине сжечь иракский флаг и Коранперед посольством Ирака в Стокгольме.
Швеция стала одним из основных доноров сил по защите персонала ООН в Ираке, которые были созданы в 2004 году. В Швеции проживает около 200 000 иракцев, что делает их второй по численности группой меньшинств в стране.

## История
В 1903 году Швеция установила дипломатические отношения с Османской империей, которая тогда существовала. В этом же году было открыто шведское консульство.
В ноябре 1934 года наследный принц Густав Адольф и его сестры, принцессы Маргариты, Ингрид и Бертиль, совершили путешествие в Ирак. 1 ноября они прибыли в Багдад, где их встретил король Гази I в своем загородном доме Каср-эль-Зухур. После этого король проводил своих гостей в замок Билатт, где им предложили остановиться. На всех официальных мероприятиях, которые последовали за этой встречей, присутствовали только король Гази, его дядя и тесть, король Хиджаза Али, председатель Совета, члены Кабинета, председатель Сената и другие официальные лица. 6 ноября члены королевской семьи отправились на поезде в Ханакин, чтобы оттуда добраться до Тегерана. 25 ноября они начали свой обратный путь в Багдад по заснеженным перевалам вдоль дороги Кум-Султанабад-Керманшах. После недельного неофициального пребывания в Багдаде, в течение которого они посетили современные фабрики и совершили экскурсии в Ур и Вавилон, наследный принц и принцесса Ингрид 5 декабря отправились в Дамаск.
Швеция и Ирак установили дипломатические отношения в 1960 году.
20 июля 2023 года премьер-министр Ирака Мухаммед Шиа Ас-Судани, ссылаясь на «неоднократные случаи осквернения священного Корана», а также на «оскорбления исламских святынь и сожжение иракского флага», отдал приказ отозвать временного поверенного в делах Ирака в Стокгольме и выслать посла Швеции. Это фактически привело к разрыву дипломатических отношений между двумя странами. Однако посольство Ирака в Швеции продолжает функционировать.

## Товарооборот
Швеция уже много лет имеет торговые отношения с Ираком. В 1980-х годах в Ираке работали несколько крупных шведских компаний, что позволило многим шведским фирмам хорошо узнать иракский рынок и завоевать хорошую репутацию в этом регионе.
В последние годы основной статьей шведского экспорта в Ирак была продукция машиностроения. В 2008 году общий объем экспорта в эту страну достиг почти 444 миллионов шведских крон, из которых 384 миллиона пришлось на машиностроительные товары. В то же время, объем импорта Швеции из Ирака возрос по сравнению с низкими показателями предыдущих лет и составил около 9 миллионов шведских крон в 2008 году.

## Иммиграция из Ирака
С 2003 года в Швеции зарегистрировано 36 700 заявлений от иракцев, желающих получить убежище. Наибольшее количество таких заявлений было подано в 2007 году — 18 600. В 2006 и 2007 годах на долю Швеции приходилось около половины всех иракских ходатайств о предоставлении убежища в европейских странах.
С того же года примерно 38 000 иракцев получили вид на жительство в Швеции. Более 20 000 из них получили его после того, как обратились за убежищем, более 15 000 — в рамках программы воссоединения семей, а более 1000 — для переселения.

## Постоянные дипломатические представительства
- У Ирака есть посольство в Стокгольме.
- Швеция закрыла свое посольство в Багдаде в 2023 году[11].